# Costache Florea
Costache Florea (n. 1911, București — d. 1978, București) a fost un cunoscut lăutar, conducător de taraf și trompetist român. 

## Biografie
S-a născut în 1911 la București, în cartierul Tei. Nu era din neam de lăutari,dar tatăl său,Ion Florea,era tocilar și străbătea zilnic mahalalele bucureștene pentru a-și putea întreține familia. Mama sa,Smaranda Gheușu,era dintr-un neam de lăutari,de pe Valea Prahovei. În anul 1913,a rămas orfan de tată.
În anul 1925, după ce împlinește 14 ani, intră copil de trupă la o unitate militară și începe să învețe să cânte la trompetă. Studiază pe note și în scurt timp devine un bun instrumentist. 
În anul 1932, după ce iese din armată, se întoarce în cartierul Tei și apoi se căsătorește.
În anul 1933 este auzit cântând în cartier muzică lăutărească de către fratele soției sale, Panait David (ce cânta încă la armonică cu 40 de bași), cel mai căutat lăutar al perioadei. Acesta este uimit de măiestria lui Florea și începe să-l ia cu el la nunțile boldenilor, mari cunoscători și iubitori ai muzicii.
În anul 1934 își adaptează trompeta, montându-i o surdină, și devine primul trompetist ce cânta muzică lăutărească urbană. 
În perioada 1945-1946 își formează propriul taraf (cu care cânta până în 1954), unde îi are alături pe: Mitică Ciuciu (țambal), Fănică Vișan (vioară și voce), Ioan Iordan (contrabas), Gheorghiță Trandafir (acordeon) și Fane „Dințosu” (clarinet), taraf ce rivaliza în acea perioadă cu cel din cartierul Ferentari al saxofonistului Aurică Marinaru.
În anul 1955 se angajează la Orchestra „Barbu Lăutarul”, unde evoluează sub bagheta cunoscutului violonist și dirijor Zisu Georgescu.

## Decesul
Moare în ianuarie 1978 la București deschizând noi drumuri în muzica lăutărească.

## Discografie
Înregistrările lui Costache Florea au fost realizate la casa de discuri Electrecord și imprimate pe discuri de gramofon și de vinil. O parte din înregistrări au fost editate în 2009 și pe un CD colectiv.
| An   | Număr de catalog                      | Format                 | Piese | Acompaniament                                                                                               |
| 1958 | EPA 2654                              | shellac, 25 cm, 78 RPM | Tot am zis mă duc, mă duc Sîrba lui Niculae Chioru | Orchestra „Electrecord”, dirijor Ionel Budișteanu                                                           |
| 1964 | EPC 529                               | vinil, 17 cm, 33 ⅓ RPM | 1. Foaie verde de trei sfanți 2. Hora chivuțelor 3. Hora de la Boldești 4. Hora lui Mitică | orchestra Victor Predescu                                                                                   |
| 2009 | EDC 878 Comori ale muzicii lăutărești | compact disc           | 17. Trilișiștele 18. Doi tovarăși am la drum 19. Hora chivuțelor 20. Sârba lui Niculae Chioru 21. Foaie verde de trei sfanți 22. Horă de la Boldești 23. Sârba murăranilor 24. Hora lui Mitică 25. Tot am zis mă duc, mă duc | Orchestra „Electrecord”, dirijor Ionel Budișteanu (17,18,20,23,25), orchestra Victor Predescu (19,21,22,24) |